# Museum Bredius

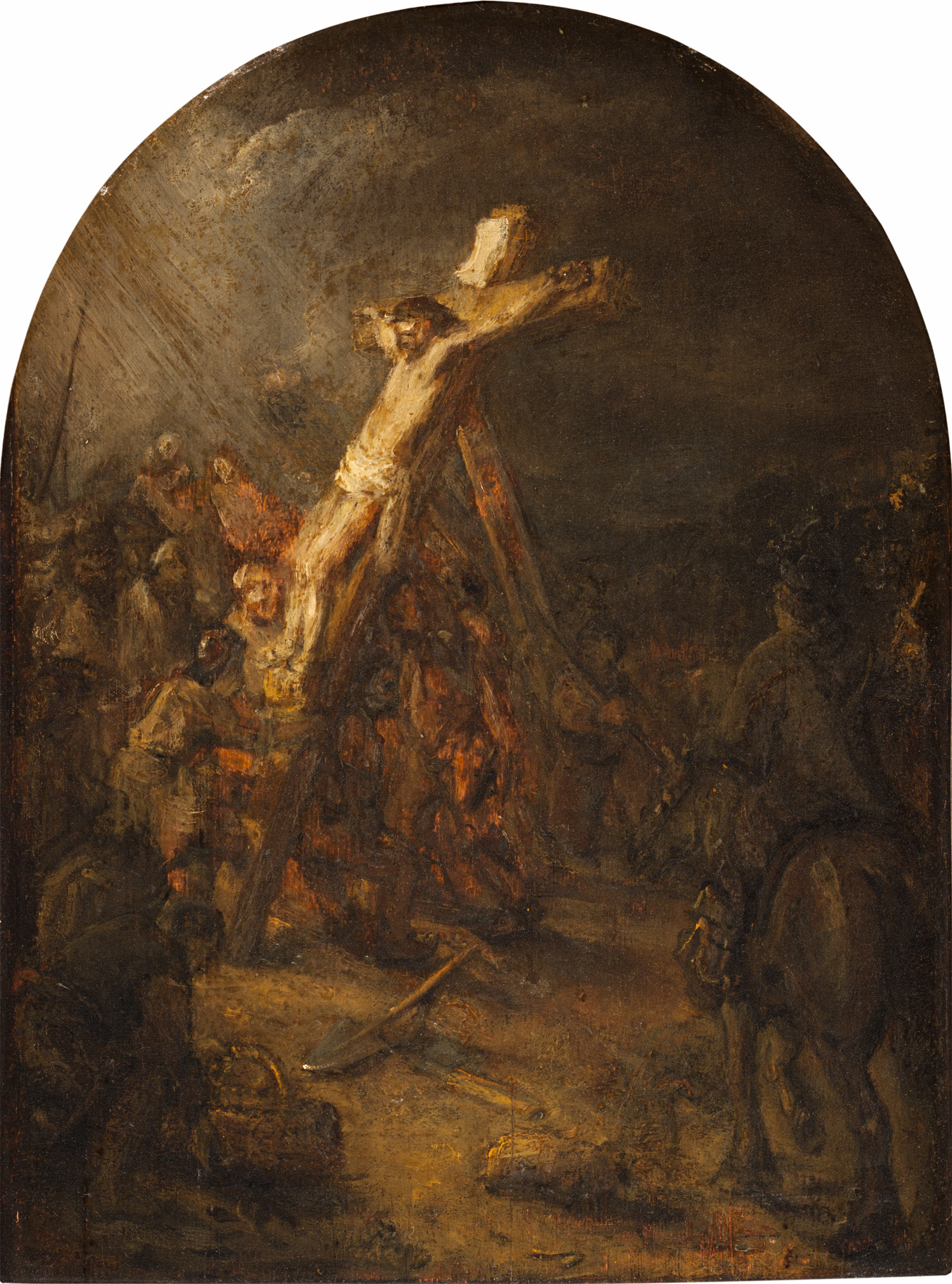
Rembrandt van Rijn - Kruisoprichting, olieverfschets (1642-1645)

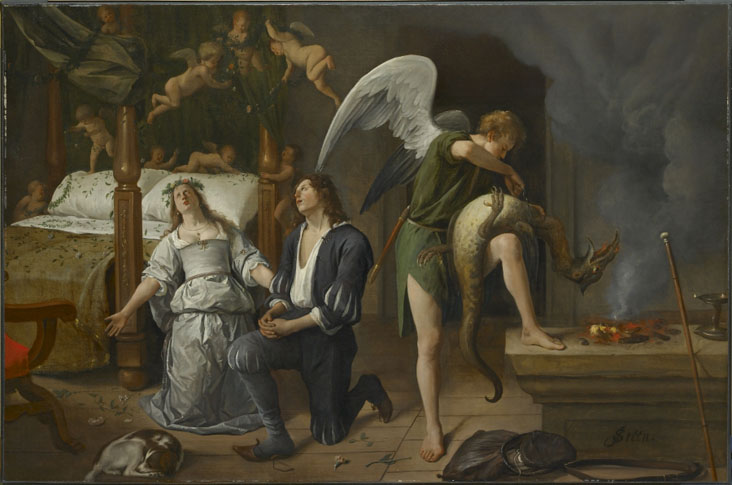
Jan Steen - De huwelijksnacht van Tobias en Sarah. Rechts Rafaël in gevecht met de Satan

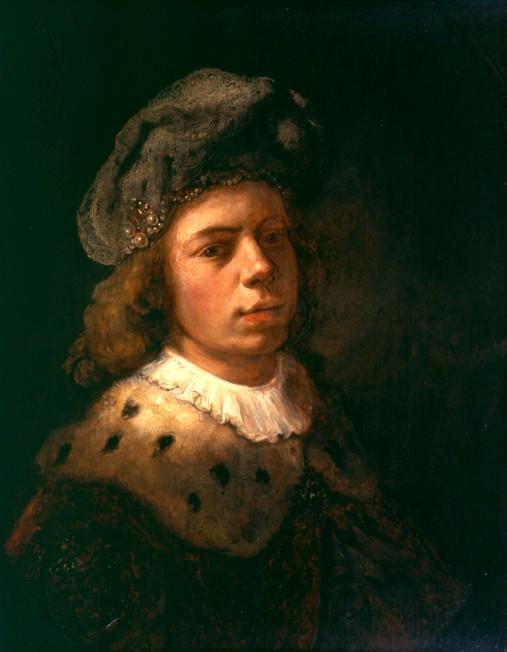
Samuel van Hoogstraten. Zelfportret

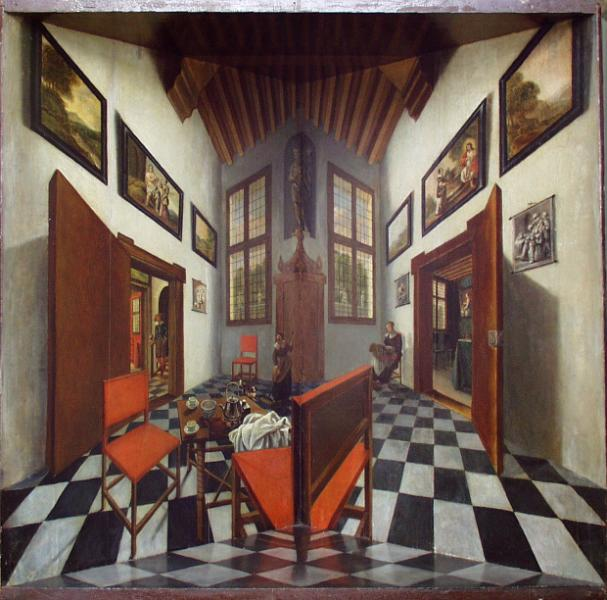
Pieter Janssens Elinga - Perspectiefkast

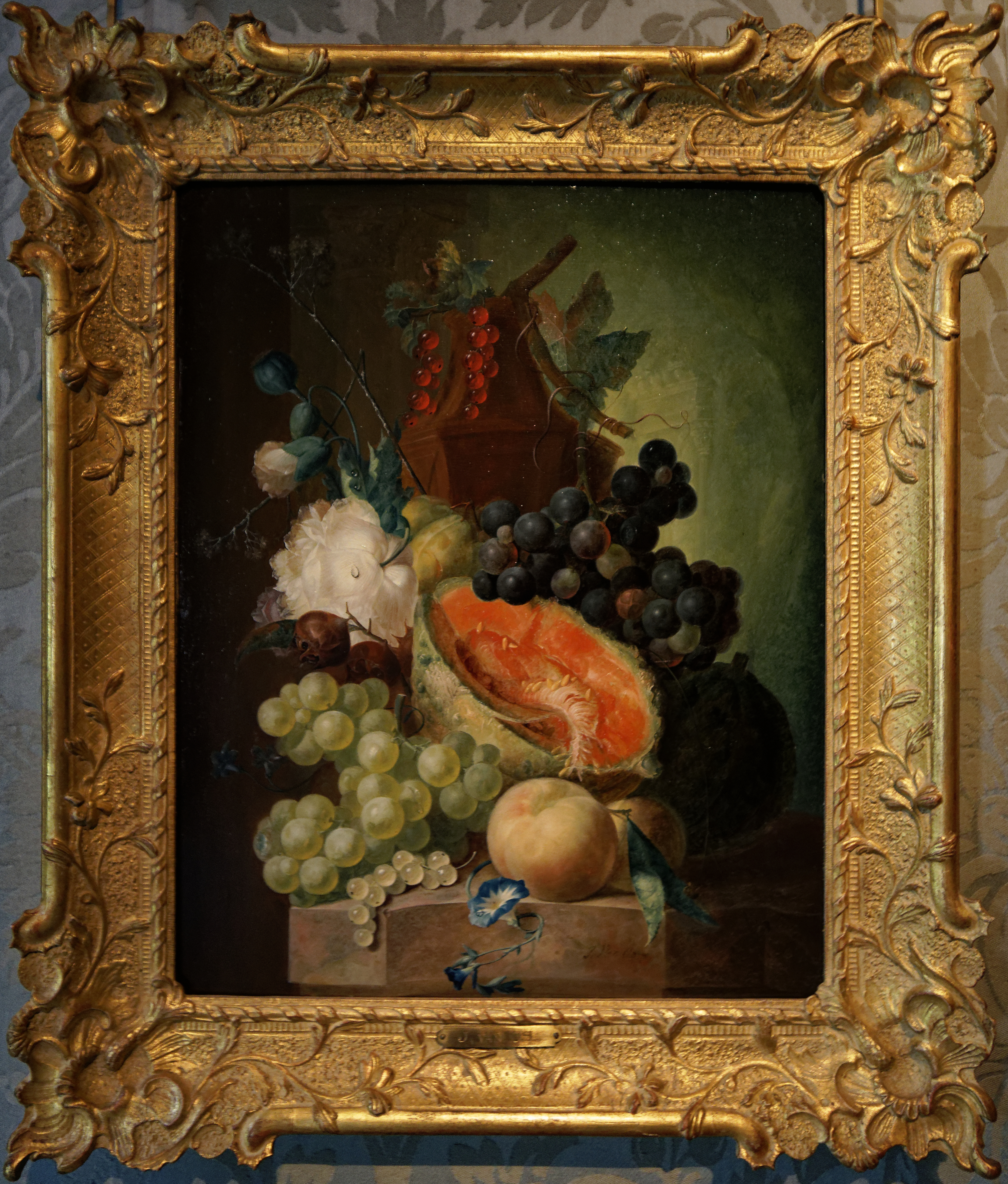
Jan van Os - Bloemstilleven met vruchten

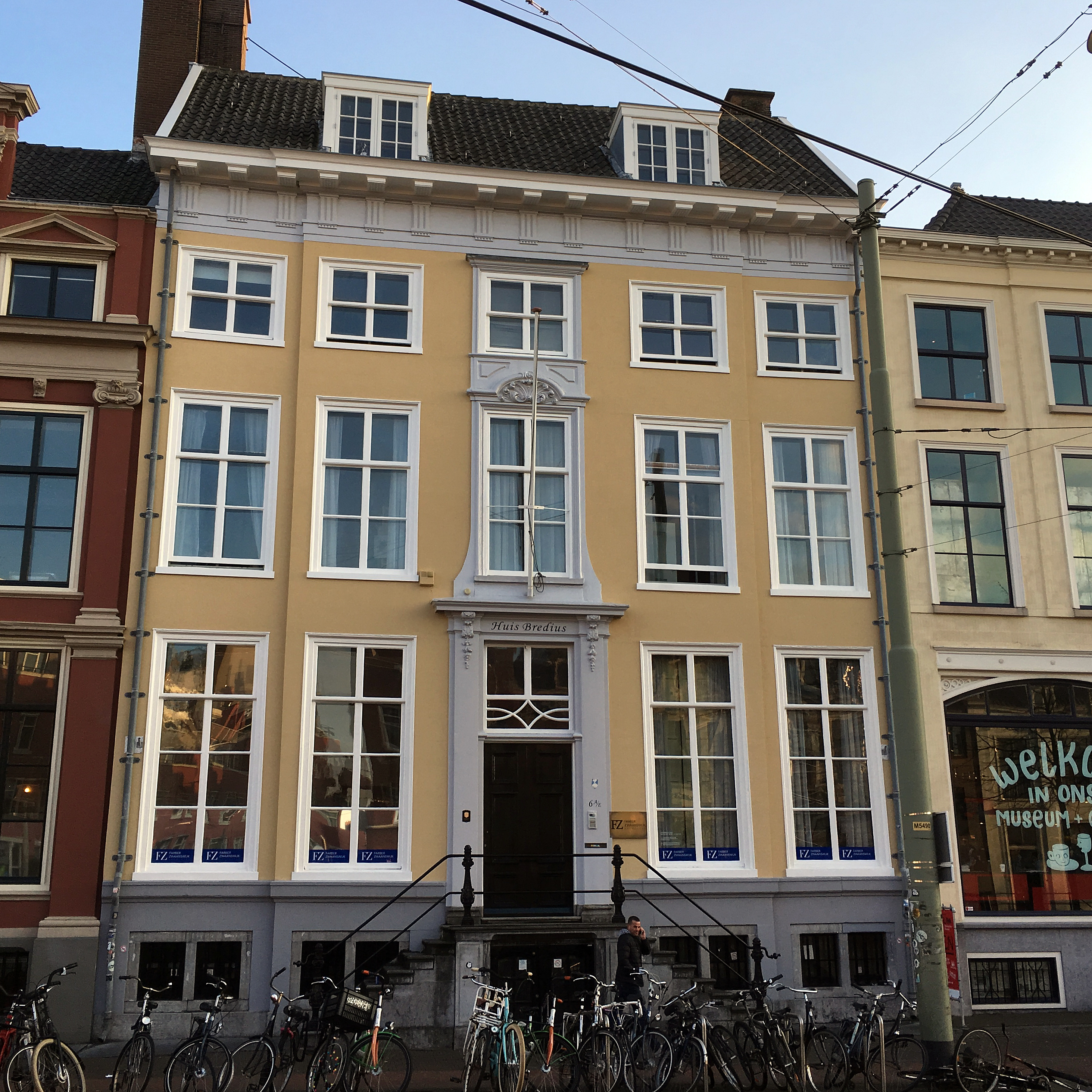
Het vroegere Museum Bredius (tot 1985) op het adres Prinsegracht 6

Museum Bredius is een kunstmuseum, sinds 1990 gevestigd in een 18e-eeuws herenhuis aan de Lange Vijverberg in Den Haag. De privécollectie die de Nederlandse kunstkenner Abraham Bredius (1855-1946) heeft nagelaten aan de gemeente Den Haag en die voornamelijk bestaat uit 17de-eeuwse Nederlandse schilderkunst, wordt hier tentoongesteld. 

## Museum
Bredius, die in 1924 naar Monaco verhuisde, had zijn privécollectie van ongeveer 200 kunstwerken ondergebracht in zijn woonhuis aan de Prinsegracht 6, dat na zijn dood in 1946 bleef voortbestaan als het Museum Bredius. De gemeente, erfgenaam van de collectie, sloot het museum in 1985 uit bezuinigingsoverwegingen. Als reactie daarop werd de Stichting Bredius opgericht, met als doelstelling de collectie weer voor publiek toegankelijk te maken. Hiervoor moest geld worden opgehaald en daarom ging een deel van het museumbezit op tournee door de Verenigde Staten en Japan. Met deze opbrengsten en met hulp van sponsoren kon de collectie in 1990 worden verhuisd naar het pand aan de Lange Vijverberg.

## Het pand
Op het terrein waar het huidige museum zich bevindt stond vroeger het hof van de Friese stadhouder Willem Frederik van Nassau-Dietz. In 1755 werd het complex geveild en verkocht aan Manuel Lopes Suasso, afkomstig uit een rijke bankiersfamilie. Hij liet het Friese Hof slopen en op die plek drie nieuwe panden bouwen door hofarchitect Pieter de Swart. De herenhuizen Lange Vijverberg 14, 15 en 16 zijn gebouwd in Lodewijk XV-stijl. Nummer 14 werd in 1755 voor 28.000 gulden verkocht aan Gerrit Pieter Hooft, thesaurier van Delfland. In de volgende jaren werd het pand door verschillende leden van de adel bewoond.
In 1955 verkocht de kunsthistoricus Frits Lugt de panden op nummer 14 en 15 aan de gemeente Den Haag. Tot 1985 was het Nederlands Kostuummuseum gevestigd in Lange Vijverberg 14 en 15. In 1985 wisselden de Bredius-collectie en het Nederlands Kostuummuseum van locatie. Museum Bredius trok in het pand Lange Vijverberg 14 en de collectie van het Kostuummuseum werd bij die van het Gemeentemuseum (het latere Kunstmuseum Den Haag) gevoegd. In het pand op nummer 15 bevindt zich de kunsthandel Hoogsteder & Hoogsteder waarvan de oudste firmant John Hoogsteder (1931-2022) ook gefungeerd heeft als conservator van het Museum Bredius. Zijn zoon Willem Jan Hoogsteder heeft zitting in het stichtingsbestuur van het museum.

## Collectie

### Schilderijen
In de collectie bevindt zich werk van meer dan 150 kunstenaars, waaronder schilderijen van Albert Cuyp, Anthony van Dyck, Melchior de Hondecoeter, Adriaen van Ostade, Quiringh van Brekelenkam, Hendrick Aerts, Jan van Os, Rembrandt, Salomon van Ruysdael, Jacob van Ruisdael en Jan Steen, alsmede een uniek schetsboek van Jan van Goyen. Het museum herbergt ook een groot aantal schetsen van onder anderen Rembrandt, Nicolaes van Berchem en Salomon van Ruysdael. Het museum bezit een van de weinige overgebleven geschilderde perspectiefkasten, een bijzonder soort kijkdoos, van de hand van Pieter Janssens Elinga.

### De huwelijksnacht van Tobias en Sarah
Een van de topstukken van het museum is het schilderij De huwelijksnacht van Tobias en Sarah van Jan Steen. In het verleden is het doek in tweeën gesneden waardoor het linker en het rechter deel van elkaar gescheiden raakten en ieder apart werden verkocht. Het linkerdeel, dat Tobias en Sarah biddend voor het bed afbeeldt, kwam in het bezit van Jacques Goudstikker. Het rechterdeel, dat de aartsengel Rafaël uitbeeldt die Satan verslaat, werd eigendom van Abraham Bredius. Tijdens een restauratie van het linkerdeel, dat toen in het bezit was van de Staat der Nederlanden, kwamen twee vleugeltoppen en een dolkschede tevoorschijn. Hieruit bleek dat deze twee werken ooit één geheel waren. In 1993 werd besloten de twee stukken weer bij elkaar te voegen. Tijdens het restauratieproces, dat plaatsvond in het atelier van het Gemeentemuseum, werd een vleugel van een opgezette meeuw uit het Museon gebruikt als voorbeeld voor de reconstructie van de vleugels van de engel Rafaël.
De samenvoeging zorgde voor onverwachte complicaties. Toen de Staat door de Restitutiecommissie die zich bezighoudt met herkomstonderzoek naar roofkunst, verplicht werd het linkerdeel terug te geven aan de erfgenamen van Jacques Goudstikker, wilde de gemeente Den Haag het rechterdeel verkopen aan de erfgenamen, omdat opnieuw doormidden zagen geen optie was. Voor deze verkoop gaf de rechter geen toestemming omdat het legaat van Abraham Bredius dit niet toestond. Hierop wist de gemeente met steun van sponsors alsnog de eigendom te verwerven van het linkerdeel, mede doordat de erven-Goudstikker als schenking een flink deel van de vraagprijs afhaalden.

### Overige voorwerpen
Naast de grote collectie van meer dan 200 schilderijen bezit het museum ook een verzameling van (miniatuur)zilver, Chinees en Japans porselein en 14 polychrome Duitse beeldjes. Ook hebben meubelen uit het oude pand in het nieuwe museum een plaats gekregen.

## Exposities
| Jaar      | Titel                                                                 | Bijzonderheden |
| --------- | --------------------------------------------------------------------- | --- |
| 1985-1987 | Dutch Masterworks from the Bredius Museum. A Connoisseurs Collection  | Rondreizend door de Verenigde Staten: New York, Omaha, Allentown, Louisville, Baltimore, Milwaukee en Tulsa                                                                                |
| 1987-1988 | Rembrandt and his Contemporaries                                      | Nagasaki Holland Village Museum |
| 1991      | Schilderijen en tekeningen in Museum Bredius                          | |
| 1993      | The Sketchbook of Jan van Goyen                                       | |
| 1994      | Rob van Koningsbruggen in Museum Bredius                              | In samenwerking met Stroom Den Haag |
| 1996      | De Meestervervalser van Vermeer                                       | |
| 1998      | Het Luxemburgse Pescatore Museum te gast in het Haagse Museum Bredius | |
| 1999      | Rembrandt op papier                                                   | |
| 2001      | Onder de huid van Oude Meesters                                       | |
| 2001      | De Haagse verzamelaars van nu                                         | |
| 2002      | Hofvijver in Poëzie & Beeld                                           | Ook op andere locaties waaronder het Haags Historisch Museum |
| 2003      | 400 jaar Pijproken in beeld                                           | |
| 2004      | Rondom Rembrandt                                                      | |
| 2004-2005 | Melchior d’Hondecoeter                                                | |
| 2005      | Bartholomeus Breenbergh                                               | |
| 2007      | Meesters en Molens. Van Rembrandt tot Mondriaan                       | |
| 2009      | Verrassende Restauraties. Zeventien gerestaureerde schilderijen       | |
| 2011      | Tall and Small                                                        | Tentoonstelling miniatuurzilver in Museum Bredius |
| 2013      | Huygens rond de Hofvijver                                             | In samenwerking met het Haags Historisch Museum |
| 2014-2015 | Kennerschap: Bredius, Jan Steen en het Mauritshuis                    | Kern van deze tentoonstelling wordt gevormd door de 9 werken die Abraham Bredius (1855-1946) heeft verzameld en welke zijn aangevuld met 11 schilderijen uit openbaar en particulier bezit |
| 2015-2016 | Geen Cuyp, wel Calraet                                                | Hoe perziken een mysterie oplosten. Twintig werken van Abraham van Calraet (1642-1722) |
| 2016-2017 | Linking Pieces                                                        | Wat als het gemiste deel opduikt? |
| 2017-2018 | Schoonheid misleidt                                                   | Geheim van de enige 17de-eeuwse Kijkkast in Nederland |
| 2019-2020 | In de ban van de zee                                                  | 67 maritieme schilderijen uit de verzameling van Anthony Inder Rieden |